# オマル・アル＝バシール
オマル・ハサン・アフマド・アル＝バシール（アラビア語: عمر حسن أحمد البشير, ラテン文字転写: Omar Hasan Ahmad al-Bashīr, 1944年1月1日 - ）は、スーダンの政治家、軍人。1989年にクーデターによって軍事政権を成立させて政権を掌握。30年にわたり同国大統領として政権の座を維持してきたが、2019年4月に国防軍にクーデターを起こされ失脚した（2019年スーダンクーデター)。また、与党国民会議の議長（党首）も務めた。2003年から続くダルフール紛争での集団虐殺に関与したとして国際刑事裁判所から逮捕状が出されている。日本国内のメディアでは「バシル大統領」と表記・呼称されることが多い。
1989年のクーデターでアフマド・アル＝ミルガニーに代わり国家元首となったバシールは、血と恐怖、そして独裁体制で国を統治。熱烈な反米・イスラム主義者で、イスラム教徒からの支持を政権の基盤としていた。上記のダルフール紛争や人権蹂躙、イスラム原理主義組織の擁護などでアメリカおよび新冷戦における西側諸国群からテロ支援国家にも指定されていた（なおスーダンで大量に採取できるアラビアゴムに関しての貿易は禁輸せず、むしろ輸入を増加させていた位である）。因みに2017年以降バシールとドナルド・トランプ政権との間で相互に経済制裁の解除、バシール政権側は北朝鮮との貿易・軍事関係の全面的断絶を実行、関係改善の傾向が生まれていた。
バシール体制のもと、スーダンは中国やロシアを始めとする石油の採掘により首都ハルツームに高層ビルが建ち並ぶなど経済成長したものの、いまだ最貧国のままであり、かつ2011年の南スーダン独立により油田の殆どが最南部や南部に埋蔵されていたスーダンは経済的に不安定となった。この事情から、バシール政権の安定化及びスーダン経済の建て直しとして、石油輸出のパイプラインに高関税を掛ける事で一命を取り留めたものの、一時的な措置であるが故に南北での新たな火種、軋轢となった。

## 来歴

### 生い立ち
現在のスーダン・ナイル川州にある小村ホシュ・バンナガに生まれる。母語はアラビア語 であり、いわゆるアラブ系スーダン人である。初等教育を終えた後、家族とともに首都ハルツームに移る。甥の話では、中等教育を受ける初日に柄の悪い生徒に絡まれたが、すぐに撃退したという。

### 軍人時代
1960年にスーダン軍に入隊。1966年にエジプトの首都カイロの士官学校を卒業。落下傘部隊で士官を務め、1973年にはエジプト軍の一員として第四次中東戦争に従軍。この際の経験が後の政治家の歩みを決める出来事になったとも先述の甥が語っている。
1975年から1979年にはアラブ首長国連邦での駐在武官、1979年から1981年に部隊司令官、1981年から1987年までは首都ハルツームの機甲落下傘旅団長を歴任。1981年、准将に昇進。1983年から始まった第二次スーダン内戦では南部の黒人有力民族ディンカ人を主体とするスーダン人民解放軍（SPLA）相手に戦った。

### 大統領時代
1989年、民族イスラム戦線のハサン・トラービーと手を結んで軍事クーデターを成功させ、政権を掌握した。同時に全ての政党や労働組合などを禁止し、報道を抑圧し、議会を解散させた。救国革命指導評議会を設けると、自ら元首、首相、軍司令官、防衛相を兼務した。
1990年4月には軍部によるクーデターの発生を未遂に終わらせる。この際に逮捕した28人の将校は長らく行方不明となっていたが、2020年に首都郊外に埋められていた遺体が発見されている。
1991年の新刑法及び治安警察の導入、ムスリムの判事の採用などでキリスト教や伝統宗教が普及している南部にシャリーアを強要し、南部の村を空爆して住民を奴隷化するなど北部対南部の内戦を拡大させた。アラブ系コーカソイドの部族にネグロイドの黒人系部族を襲わせて、宗教間対立だけでなく人種間対立も激化させた。「ホワイトアフリカ対ブラックアフリカ」、あるいは欧米のキリスト教系の「援助団体」により「イスラム教徒対キリスト教徒」の構図で語られることが多いが、圧迫の対象は異教徒だけではなく、ダルフールや東部戦線、ヌバ山地など、自身の属するアラブ系スーダン人ではない、低開発地のムスリムを含む勢力も弾圧の対象であり、彼らはこれに対して抵抗している。同年、湾岸戦争に反対してイラクのサッダーム・フセインと友好関係にあったバシール政権がサウジアラビアからアラブ諸国やイスラム諸国への影響力を奪うことを画策してトラービーに開催させた人民アラブ・イスラム会議には国際テロ組織アルカーイダの指導者ウサーマ・ビン・ラーディンやアイマン・ザワヒリだけでなく、イリイチ・ラミレス・サンチェス、ジョージ・ハバシュ、アブ・ニダル、ハマス、ヒズボラ、アブドゥル・ラスル・サイヤフ、グルブッディーン・ヘクマティヤールなど著名な過激派が参加した。湾岸戦争の際に米軍への基地貸与に反対してサウジを追放されたビンラディンをスーダンは匿うことになり、1996年までスーダンで事業を経営していた。他にもサンチェスなど多数のテロリストが当時スーダンに居を構えており、1993年にはスーダンはテロ支援国家に指定された。
1998年8月、スーダンの首都ハルツームがケニア、タンザニアにあるアメリカ大使館爆破事件への事実上の報復としてアメリカ軍の空爆を受けた際、抗議する市民集会に姿を見せ、「空爆された工場は単なる薬品工場だ」と演説、アメリカに激しく反発した。同時にイスラム原理主義者であるトラービーと決裂して国民会議を設立。1999年にはイスラーム主義者にクーデターで追われた元大統領モハメド・アン＝ヌメイリも帰国した。
バシールは2002年8月19日、小規模な内閣改造を実施し、イスラム主義中道派のウンマ党（UP）の分派メンバーを閣僚に登用した。さらに11月30日には中道リベラル政党「民主統一党」（DUP）の分派メンバーも入閣させるなど、野党勢力の取り込みを図ることで、SPLAとの和平交渉と併せて柔軟姿勢を示した。2005年1月9日には、バシールとスーダン人民解放軍との間で包括和平（CPA）、半年後の暫定政府発足について合意に達した。
2005年7月9日、バシールを大統領、SPLAのジョン・ガラン最高司令官を第一副大統領とする暫定政府が発足した。暫定政府が6年間の統治を行なったうえで南部で住民投票を実施し、北部のイスラム教徒系政権と南部政府の連邦を形成するか、南部が独立するかを決めることになった。
毎年行われている『ワシントン・ポスト』の付録誌『パレード』の「世界最悪の独裁者ランキング」という特集記事で、2005年 - 2007年度にかけて3年連続の第一位に選ばれた。2008年度は一位の座を北朝鮮の金正日に奪われたものの、第二位となっている。TBSで放送されていたバラエティ番組『教科書にのせたい!』では独裁者列伝に登場しており、また現地を取材したスタッフからのインタビューという形で出演している。
2009年2月、オランダ・ハーグにある国際刑事裁判所 (ICC) はバシールを、ダルフールにおける人道に対する罪、ジェノサイド罪で起訴すると発表。同3月4日、逮捕状を発行した。
国際刑事裁判所が現職の国家元首を起訴するのは初めてのこととなる。バシールは逮捕状発行後、エリトリアとエジプトを訪問している。同年3月26日、バシール大統領はリビアを訪問し、アフリカ連合の議長でもあるカダフィ大佐と会談した。カタールで開催された第2回南米・アラブ諸国首脳会議にも出席しており、アラブ連盟とアフリカ連合は常任理事国の中華人民共和国とロシア連邦の後押しを受けて、米英仏などに国際刑事裁判所によるバシールの逮捕決定を保留する権利を行使するよう訴えた。
2011年1月9日、南部の自治政府による独立の是非を問う住民投票が行われ、南スーダン独立票が過半数に達した。この投票のために国連はスーダン派遣団を送った。同年7月9日に南スーダンは独立するまで、スーダンは面積2,505,813km2とアフリカ大陸最大の国土を有していた。南スーダンには石油など豊富な地下資源が眠っており、2012年には国境の油田を巡って南北スーダン国境紛争が発生している。
2012年3月16日には、アメリカ合衆国のスーダン大使館前において、数百人規模で行われた抗議活動が行われた。この抗議活動には、俳優のジョージ・クルーニーも参加したことから注目を浴びた。

### クーデターによる失脚
2019年4月11日、2018年から続くスーダンでの大規模な抗議活動を受け、スーダン国防軍や治安機関から出された辞職勧告を受諾し、国防軍によって身柄を拘束された。軍主導の暫定政権樹立に向けた協議が開始され、バシール政権は30年で幕を下ろすこととなった（2019年スーダンクーデター）。4月16日、バシールは首都ハルツームにあるコベル刑務所へと身柄を移された。また同日、隣国ウガンダはバシールより亡命を打診されれば受け入れると表明した。
2019年4月21日、暫定政権はバシルの自宅からユーロやアメリカドルからなる1億1300万ドル相当の現金を発見したことを発表。外国通貨を不正に所持していた疑いで捜査が行われることとなった。
暫定政権下の司法当局は同年5月13日、前年からの抗議デモ参加者の殺害への関与・扇動容疑でバシルを訴追したことを明らかにした。ただし、暫定政権は国際刑事裁判所への引き渡しは拒否している。
12月14日、首都ハルツームの裁判所は、汚職と外貨の不正蓄財の罪でバシルに懲役2年の実刑判決を言い渡した。高齢であることから刑務所ではなく、別の施設で拘束されるという。

## 中国との関係
中国はヌメイリ体制の時代からスーダンと友好関係にあり、スーダンの大統領府、メロウェダムに象徴される大規模な水力発電所及びダム、老朽化したポートスーダンからハルツーム間の近代的な鉄道などの建設を行って国有のCNPCはスーダンの石油会社グレーター・ナイル・ペトロリアム・オペレーティング・カンパニーとペトロダールの最大株主となっており、スーダンは中国との原油取引による収入の多くを、兵器購入に充てていた。スーダン政府軍や民兵組織は中国製の武器を使っており、バシールの名前を冠したスーダンの主力戦車「アル＝バシール」は85-IIM式戦車のライセンス生産版であり、96式戦車も購入した。中国は米英両国が国連でスーダンに対する経済制裁を検討した際も拒否権によって阻止してきた。ダルフール紛争問題で中国がスーダンの犯罪行為に手を打たないことへの抗議としてスティーヴン・スピルバーグが北京オリンピックの芸術顧問を降りたことでも知られる。南スーダンにPKO部隊を派遣している中国はダルフールに展開する国際連合アフリカ連合ダルフール派遣団にも積極的に派遣している。
国際刑事裁判所が逮捕状を出したが、中国は「中国政府としてこの問題を深く憂慮している」と発言。その上で「もしバシール氏が犯罪を犯したというのならばなぜ野党は政治的和解のため彼を信頼できる交渉相手と認識したのか?」と指摘した。スーダンのタハ副大統領は「両国の友好協力を発展させることは、両国国民の共通した利益に合致する。スーダンは、ダルフール問題を解決するため、今後とも国連やアフリカ連合と積極的に協力していく」と語った。
2015年には中国が開催した中国人民抗日戦争・世界反ファシズム戦争勝利70周年記念式典に出席。中国の習近平国家主席はバシルを「中国人民の古くからの友人だ」として大歓迎し、同席していた潘基文国連事務総長はバシルの逮捕を国連加盟国に呼びかけた張本人だっただけに非難を浴びた。

## トルコとの関係
2017年12月、トルコのエルドアン大統領がスーダンを訪問し、かつてオスマン帝国の影響下にあった紅海沿岸のスアキン島をトルコが開発する計画を発表し、これにトルコと対立するサウジアラビアやエジプトが反発していた。
また、トルコが支援するムスリム同胞団を保護していたこともエジプトとの対立の原因となっていた。バシルをクーデターで追いやった暫定政権はサウジアラビアやエジプト、アラブ首長国連邦が軍事・経済的な後ろ盾になっている。

## ロシアとの関係
ロシアはイラク戦争でアメリカ一極支配に反発的になって以降、中国や反米的な国々と関係強化し、ロシアも中国と同様ダルフール紛争に拒否権を出すようになり、新冷戦が始まっていた。そのためかロシアも中国と同じようにスーダンへの軍事的支援を実施し、白く偽装されたロシア製のミル24型攻撃ヘリやアントノフ26型輸送機が確認されている。2018年からはロシア系民間軍事会社ワグネル・グループの傭兵も首都ハルツームの抗議デモの鎮圧などに投じられていた。

## 北朝鮮・イランとの関係

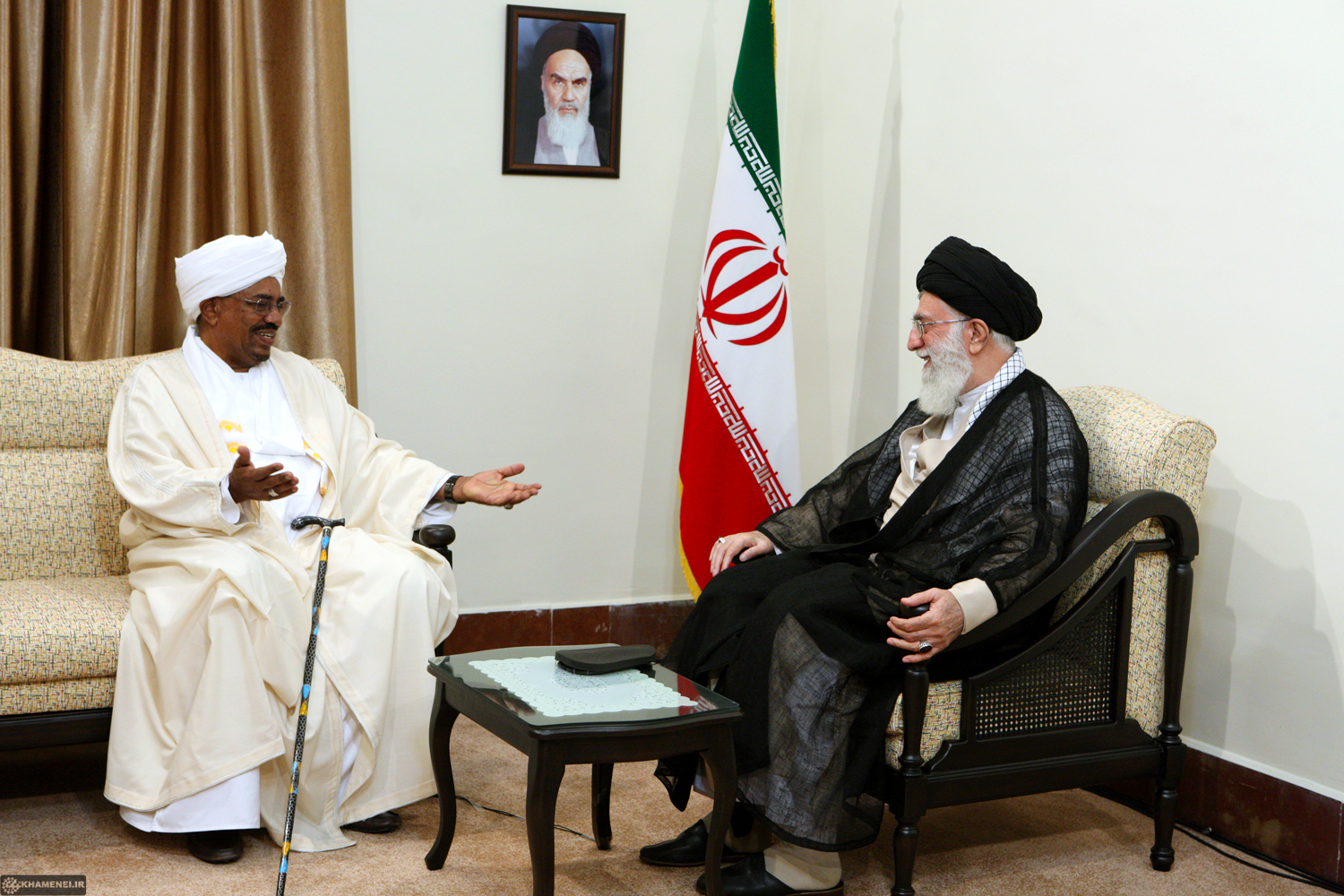
イラン最高指導者アリー・ハーメネイー (右)と会談（2012年撮影）

北朝鮮やイランは伝統的なスーダンの友好国だったが、2017年11月にスーダンを訪れたアメリカの外交団との協議後に北朝鮮との貿易と軍事的な関係の全面的断絶を決定、イエメンでの内戦にはスンニ派のアラブ諸国側で参戦し、シーア派勢力を支援するイランとの国交を断絶した。
2017年9月に北朝鮮やイランからの米国への入国禁止を規定した大統領令13769号が大統領令13780号で更新された際はスーダンは対象から外され、2017年10月には20年も続いてきたスーダンに対する経済制裁をアメリカが解除するなど、北朝鮮やイランに敵対的なアメリカのドナルド・トランプ政権との歩み寄りが見られた。